# 北村総一朗
北村 総一朗（きたむら そういちろう、本名及び旧芸名：北村 総一郎（読み同じ）、1935年〈昭和10年〉9月25日 - ）は、日本の俳優、声優。
高知県出身。身長は172cm。血液型はA型。高知大学農学部卒業。妻は磯辺万沙子。劇団昴に所属していた。

## 来歴
土佐中学在学時に、劇団民藝の『セールスマンの死』を観劇したことがきっかけで役者の道を志す。土佐高校卒業後に高知大学農学部に入学し、同大学の演劇研究会に所属。同時期に放送局の放送劇団に入り、俳優の傍ら放送劇も書くようになる。
24歳の時に上京し、1961年に文学座に研究生として入る。同期には岸田森、寺田農、橋爪功、草野大悟、樹木希林、小川真由美などがいる。初舞台はシェイクスピア原作『ジュリアス・シーザー』の市民役だったが、同舞台でブルータス役を演じた小池朝雄の言葉の美しさ・説得力に圧倒されたという。劇団雲を経て、1975年に劇団昴に所属。
1987年、同じ劇団所属の磯辺万沙子と結婚する。
1997年、『踊る大捜査線』での神田総一朗署長役で一躍人気役者となり、共演した小野武彦と斉藤暁の3人合わせて「スリーアミーゴス」と称される。
1999年からは『京都迷宮案内』に出演。同期で親友の橋爪と共演し、シリーズを通じてレギュラー出演し続けた。また、フジテレビの『笑っていいとも！』のレギュラーを1年務めた。
2008年4月6日、『踊る大捜査線』の署長役が起縁となり東京湾岸警察署の一日署長に任命された。
2010年、北野武監督の『アウトレイジ』で関東の巨大組織・山王会会長役を好演。
2013年8月中旬に前立腺ポリープ内視鏡手術を受けたところ、前立腺癌のため、早期の前立腺全摘出手術が必要と診断され、10月上演予定の舞台を降板。療養を経て、2014年より復帰した旨を自身のブログで伝えている。2016年の池袋東京芸術劇場で公演された『街と飛行船』の町長役で舞台復帰する。
2017年には初の舞台演出に取り組み、新藤兼人監督の映画『ふくろう』の舞台版を、翌2018年には坂口安吾とその妻・三千代をモデルにした『改訂版 無頼の女房』を演出した。
2025年5月22日から6月2日まで行われた『フツーの生活・長崎編』の公演をもって劇団昴を退団。

## 人物
若い頃は颯爽とした役柄も多く、『これが青春だ』の主役の最終候補まで残った。
特技は土佐弁。

## 出演

### テレビドラマ

#### NHK
- 大河ドラマ
  - 竜馬がゆく（1968年） - 沢村惣之丞
  - 樅ノ木は残った（1970年）
  - 春の坂道（1971年）
  - 勝海舟（1974年） - 近藤長次郎
  - 草燃える（1979年） - 朝比奈義秀
  - 獅子の時代（1980年） - 長井敬之輔
  - 山河燃ゆ（1984年） - 倉石医師
  - 春の波涛（1985年） - 曽我部市太
  - 武田信玄（1988年） - 松田康郷
  - 翔ぶが如く（1990年） - 伊達宗城
  - 信長 KING OF ZIPANGU（1992年） - 朝倉義景
  - 花の乱（1994年） - 伊勢貞親
  - 八代将軍吉宗（1995年） - 三井
  - 元禄繚乱（1999年） - 田村建顕
- 千鳥（1970年） - 冲白夜
- 天下御免（1971年 - 1972年）
- 夢千代日記（1981年） - 橋爪信之
- おしん（1983年） - 田倉福太郎
- 真田太平記（1985年 - 1986年） - 伴野久右衛門
- はね駒（1986年） - 桐山
- まんが道 第2シリーズ（1987年） - 伊藤編集長
- 腕におぼえあり（1992年） - 梶川頼照
- ご就職（1999年） - 石原一郎
- 晴れ着ここ一番（2000年） - 山内豊三郎
- ドリーム〜90日で1億円〜（2004年） - 菅原理事長
- 七瀬ふたたび（2008年） - 増田店長
- 鉄の骨（2010年） - 城山和彦
- キルトの家（2012年） - 河合秀一
- サイレント・プア（2014年） - 園村幹夫

#### 日本テレビ
- これが青春だ（1966年） - 山岸
  - 第1話「海から来た男」
  - 第31話「メリーさんがやってきた」
- ある日わたしは（1968年） - 宗方（丸福金融商事社員）
  - 第18話「寄り添う星影」
  - 第19話「ポンコツの歌」
- 火曜日の女シリーズ / いとこ同志（1972年）
- 雑居時代（1973年） - 借金取り・佐藤
  - 第3話「生けにえの引越し」
  - 第6話「青春は冒険の季節」
- 子連れ狼 第二部 第20話「乳房あらため」（1974年） - 伏谷武吉
- 白い牙 第20話「暗黒街の刑事」（1974年）
- 傷だらけの天使 第2話「悪女にトラック一杯の幸せを」（1974年） - 中光商事社員
- おんな浮世絵・紅之介参る! 第5話「抜忍有情」（1974年）
- スーパーロボット マッハバロン 第9話「ガラスのスーパーロボット」（1974年） - 中尾博士
- 水もれ甲介 第10話「チャミーがこわい!」（1974年） - 矢沢
- 長崎犯科帳 第1話「すごい男がやって来た」（1975年） - 長尾神吉
- 大都会 闘いの日々 第22話「スター」（1976年） - 平島（FM関東プロデューサー）
- ゼロの焦点（1976年） - 鵜原憲一
- 気まぐれ天使
  - 第11話「海の向こうに何がある?」（1976年） - 木下良一
  - 第32話「母をたずねて今日も又」（1977年） - プレジール社員
- いろはの"い" 第21話「流れ星」（1976年） - 上田
- 太陽にほえろ!
  - 第280話「狼」（1977年） - 田代信一
  - 第396話「記念樹」（1980年） - 田所雅和
  - 第465話「裏の裏」（1981年） - 河合次長（東都銀行矢追支店）
  - 第500話「不屈の男たち」（1982年） - 吉行圭介（日本音楽大学教授）
  - 第538話「七曲署・1983」（1983年） - 久野隆夫
  - 第561話「12年目の真実」（1983年） - 戸田事務長
  - 第612話「怒れる狙撃者」（1984年） - 坂口秀男（東方会館支配人）
  - 第624話「張り込み」（1984年） - 水谷信幸
  - 第691話「さらば! 山村刑事」（1986年） - 東洋新聞社政治部記者
  - 太陽にほえろ! PART2 第5話「長さんの長い午後」（1986年） - 岩元伊佐男（東亜証券営業課長）
- 気まぐれ本格派 第35話「あの一寛が見合病?!」（1978年）- 池田
- 新五捕物帳
  - 第61話「祭り囃子に来た男」（1979年） - 定吉
  - 第190話「甦った幸せ」（1982年）
- 俺たちは天使だ! 第10話「運が良ければ特ダネだ」（1979年） - 川村経理課長
- ちょっとマイウェイ 第19話「女を売りものにしないわよ」（1980年） - ブティックのマネージャー
- 桃太郎侍 第215話「生みの親より育ての親か」（1980年） - 榊原信濃守
- プロハンター 第6話「俺の愛した赤い靴」（1981年） - 山田
- 右門捕物帖 第26話「日陰に咲いた花ひとつ」（1983年）
- 素晴らしきサーカス野郎（1984年）
- 事件記者チャボ! 第15話「やったぜ! チャボの名探偵…」（1984年） - 田山社長
- こんな学園みたことない! 第24話「涙の別れ！さやか先生！」（1988年） - 山本視察官
- 長七郎江戸日記
  - 第2シリーズ 第49話「奇妙な息子」（1989年） - 加納与之助
  - 第3シリーズ SP-2「虫ケラ一匹なればこそ、最後の剣舞い」（1991年） - 尾上右近
- 八百八町夢日記 第1シリーズ
  - 第4話「空蝉が飛んだ」（1989年） - 三倉屋
  - 第17話「父は強かった」（1990年） - 奏者番・間部伊予守
- いけない女子高物語（1990年1月 - 3月） - 大曲教頭
- 検事・若浦葉子 第9話「証言法廷、殺された息子を返して!」（1991年）
- ジェラシー（1993年） - 矢沢副院長
- 父子鷹（1994年1月 - 3月） - 岡野江雪
- 禁断の果実（1994年7月 - 9月） - 北河
- 俺たちの旅 二十年目の選択（1995年） - 吉村
- グッドラック 最終話「パチンコ娘涙の一発大逆転」（1996年） - 黒部興産専務・佐久間英司
- 甘い生活。（1999年） - 深町克巳
- 伝説の教師（2000年）
- 向井荒太の動物日記 〜愛犬ロシナンテの災難〜（2001年1月 - 3月） - 東野伊織
- ギンザの恋（2002年） - 登竜門衛
- 火曜サスペンス劇場
  - 球形の荒野（1981年）
  - 幻の罠（1982年）
  - 悪夢の花嫁（1987年）
  - 女検事 霞夕子
    - 女検事 霞夕子4 「美しき容疑者」（1987年12月22日） - 横山剛
    - 女検事 霞夕子10「闇の演出」（1993年8月17日） - 柏田剛

  - 浅見光彦ミステリー6「唐津佐用姫伝説殺人事件」（1989年7月11日） - 安田梅太郎
  - サンタクロース殺人事件（1990年12月25日） - 権藤編集長
  - 女監察医・室生亜季子11「歪んだ告白」（1992年4月14日） - 坂田
  - 地方記者・立花陽介
    - 地方記者・立花陽介3「釜石遠野通信局」（1994年5月24日） - 三井義一
    - 地方記者・立花陽介11「山陰出雲通信局」（1998年6月9日） - 畑中刑事

  - 正当防衛 (1995年のテレビドラマ)（1995年） - 南雲課長 役
  - 悪女の階段（1996年1月23日） - 浜敬次郎
  - 尽くす女（1996年9月24日） - 遠藤弘市
  - 身辺警護
    - ゲスト
      - 身辺警護1（1998年4月14日） - 沢口幹夫

    - 野田浩三
      - 身辺警護11（2002年9月3日）
      - 身辺警護12（2003年8月19日）

  - 救急指定病院8（1998年5月26日） - 中辻邦夫
  - 軽井沢ミステリー1「待っていた女」（2001年11月13日） - 黒川龍彦

#### TBS
- 光る海（1965年2月 - 5月）
- ザ・ガードマン
  - 第55話「知らない街」（1966年）
  - 第69話「宝島は太陽の下に」（1966年）
  - 第98話「現金輸送車絶体絶命」（1967年）
  - 第134話「影なき殺人命令」（1967年）
  - 第167話「停年殺人」（1968年）
  - 第190話「銀行は真昼に襲え」（1968年）
  - 第212話「消えた現金に手を出すな」（1969年）
  - 第233話「殺人ガスの恐怖が降ってくる」（1969年）
  - 第284話「ヨーロッパで顔を失った男」（1970年）
  - 第324話「ズッコケ娘にホトホトまいった」（1971年）
- 風 第28話「暮れ六ツまで」（1968年）
- キイハンター 第163話「南の海を渡る殺人部隊」（1971年）
- 白い滑走路（1974年） - 佐島稔 役
- Gメン'75
  - 第44話「警視庁警視の妻の犯罪」（1976年） - 小田切と海部警視の同期生A
  - 第313話「聖女たちの殺人トリック」（1981年） - 捜査主任
- 夜明けの刑事（大映テレビ）
  - 第51話「夫が誰かに殺される!!」（1975年12月10日） - 金村
  - 第68話「暴力亭主と別れる方法」（1976年4月21日） - 浜本健一
- 薔薇海峡（1978年）
- 水戸黄門
  - 第10部 第3話「狐が化けたお姫様 -小田原-」（1979年8月27日） - 二宮八郎
  - 第12部 第1話「讃岐への旅立ち -水戸・江戸-」（1981年8月31日） - 小笠原伊織
  - 第13部 第16話「死を賭けた裏切り -鳥取-」（1983年1月31日） - 河野三平
- 大岡越前
  - 第6部（1982年）
    - 第5話「義賊業平小僧」 - 梅次郎
    - 第18話「幽霊屋敷を訪ねた女」 - 与吉

  - 第8部 第19話「闇夜に咲いた魔性の女」（1984年11月26日） - 疋田郡兵衛
- 宣告（1984年）
- スクール☆ウォーズ（1984年10月 - 1985年4月） - 奥寺俊也（イソップの父）
- 乳姉妹（1985年4月 - 1985年10月）
- 夏の嵐!（1992年） - 弓岡代議士
- ぽっかぽか 1 - 3（1994年 - 1997年） - 鮫島専務
- 輝きを忘れない（1997年）
- 理想の上司 最終話「さよなら流れ星」（1997年）
- 智子と知子（1997年） - 山田さんの旦那さん
- PU-PU-PU- 第8話「親父を殴る」（1998年） - 中沢洋一
- 天国に一番近い男（1999年 - 2001年） - 結城純一 /三波賢也
- サラリーマン金太郎（2000年） - 東山会長
- 明智小五郎対怪人二十面相（2002年） - 北小路博士
- 赤い疑惑（2005年） - 杉岡太一朗
- ガチバカ!（2006年1月 - 3月） - 辻堂健一郎
- 弁護士のくず（2006年4月 - 6月） - 白石誠
- 月曜ドラマスペシャル→月曜ミステリー劇場→月曜ゴールデン→月曜名作劇場
  - 拝啓オグリキャップ様（1991年9月30日）
  - 脅迫（1992年12月14日）
  - 京都埋蔵金伝説殺人事件（1996年4月22日）
  - ど素人刑事殺人事件簿 慕情編（1996年8月5日） - 山岡警部
  - 保険調査員 しがらみ太郎の事件簿2「金沢・能登殺人事件」（1996年10月21日） - 佐藤武雄
  - 獄門島（1997年5月5日） - 荒木真喜平（村長）
  - 松本清張特別企画・聞かなかった場所（1997年7月7日） - 局長
  - 税務調査官・窓際太郎の事件簿シリーズ - 森村真一郎
    - 税務調査官・窓際太郎の事件簿1（1998年6月8日）
    - 税務調査官・窓際太郎の事件簿2（1999年2月15日）
    - 税務調査官・窓際太郎の事件簿3（1999年6月21日）
    - 税務調査官・窓際太郎の事件簿4（2000年2月28日）
    - 税務調査官・窓際太郎の事件簿5（2000年7月3日）
    - 税務調査官・窓際太郎の事件簿6（2001年2月5日）
    - 税務調査官・窓際太郎の事件簿7（2001年6月11日）
    - 税務調査官・窓際太郎の事件簿8（2002年1月14日）
    - 税務調査官・窓際太郎の事件簿9（2002年12月23日）
    - 税務調査官・窓際太郎の事件簿10（2003年5月19日）
    - 税務調査官・窓際太郎の事件簿11（2004年2月23日）
    - 税務調査官・窓際太郎の事件簿12（2005年1月10日）
    - 税務調査官・窓際太郎の事件簿13（2005年9月26日）
    - 税務調査官・窓際太郎の事件簿14（2006年8月21日）
    - 税務調査官・窓際太郎の事件簿15（2007年1月8日）
    - 税務調査官・窓際太郎の事件簿16（2007年10月1日）
    - 税務調査官・窓際太郎の事件簿17（2008年9月8日）
    - 税務調査官・窓際太郎の事件簿18（2009年4月20日）
    - 税務調査官・窓際太郎の事件簿19（2009年10月12日）
    - 税務調査官・窓際太郎の事件簿20（2010年3月22日）
    - 税務調査官・窓際太郎の事件簿21（2010年11月1日）
    - 税務調査官・窓際太郎の事件簿22（2011年6月27日）
    - 税務調査官・窓際太郎の事件簿23（2011年12月19日）
    - 税務調査官・窓際太郎の事件簿24（2012年11月12日）
    - 税務調査官・窓際太郎の事件簿25（2013年7月15日）
    - 税務調査官・窓際太郎の事件簿26（2014年2月24日）
    - 税務調査官・窓際太郎の事件簿27（2014年7月28日）
    - 税務調査官・窓際太郎の事件簿28（2015年1月26日）
    - 税務調査官・窓際太郎の事件簿29（2015年7月20日）
    - 税務調査官・窓際太郎の事件簿30（2016年4月11日）
    - 税務調査官・窓際太郎の事件簿31（2016年12月12日）
    - 税務調査官・窓際太郎の事件簿32（2017年5月8日）
    - 税務調査官・窓際太郎の事件簿33（2018年3月5日）
    - 税務調査官・窓際太郎の事件簿34（2018年8月6日）
    - 税務調査官・窓際太郎の事件簿スペシャル（2020年12月6日、BS-TBS）

  - 斜光（1998年6月22日）
  - ミニパト婦警の事件簿「違法駐車殺人事件」（1998年12月7日） - 柏木明
  - 家庭欄記者・鍋嶋六郎II（2000年6月26日） - 芥川文和
  - 駅前タクシー湯けむり事件案内シリーズ - 梅沢清吉
    - 駅前タクシー湯けむり事件案内1（2003年2月17日）
    - 駅前タクシー湯けむり事件案内2（2004年8月16日）
    - 駅前タクシー湯けむり事件案内3（2005年8月8日）

  - 女タクシードライバーの事件日誌シリーズ - 大城重雄
    - 女タクシードライバーの事件日誌1「殺意の交差点」（2003年9月10日）
    - 女タクシードライバーの事件日誌2「作られた目撃者」（2004年7月26日）
    - 女タクシードライバーの事件日誌3「届かなかった手紙」（2005年2月28日）
    - 女タクシードライバーの事件日誌4「殺意を運ぶ紙ヒコーキ」（2009年3月9日）
    - 女タクシードライバーの事件日誌5「車載カメラは見た！」（2010年11月29日）
    - 女タクシードライバーの事件日誌6「スカイツリーは見ていた！」（2012年1月16日）
    - 女タクシードライバーの事件日誌7「小さな乗客 断ち切られた家族の絆」（2014年9月1日）

  - やとわれ女将 菊千代の事件簿1（2004年6月21日） - 四条春男
  - 女教師探偵・西園寺リカの殺人ノート（2008年5月19日） - 西園寺幸彦
  - 弁護士 一之瀬凛子シリーズ - 白旗勉
    - 弁護士 一之瀬凛子1（2008年6月30日）
    - 弁護士 一之瀬凛子2（2010年1月18日）
    - 弁護士 一之瀬凛子3（2010年12月6日）

  - ご近所探偵・五月野さつき4「旅立ちの代償」（2009年8月3日） - 沢田大二郎
  - 大家だけが知っている! 〜幸多福子の下町事件簿〜（2010年8月2日） - 幸多源太郎
  - 浅見光彦シリーズ31「箸墓幻想」（2012年9月3日） - 小池拓郎
  - 京都殺人授業（2013年2月18日） - 宇田川粂吉
  - ホームドクター・神村愛2（2013年8月26日） - 斉藤久治
  - オバチャン保険調査員 赤宮楓のマル秘事件簿（2017年8月21日） - 堂島泰造

#### 毎日放送
- 華麗なる一族（1974年） - 高須徹
- 人間の証明（1978年1月 - 4月） - 草場刑事
- 仮面ライダー（スカイライダー） 第23話「怪人ムササビ兄弟と2人のライダー」（1980年） - 伊東次郎

#### フジテレビ
- マイティジャック 第8話「戦慄のオーロラ」（1968年） - Qの手下
- 銭形平次
  - 第395話「ぬれぎぬ」（1973年） - 文造
  - 第442話「風は哭いていた」（1974年） - 中瀬新三郎
  - 第458話「ある母の願い」（1975年） - 利喜太郎
  - 第793話「鶴が殺した」（1982年） - 常吉
- ザ・ドラマチックナイト / 瑠璃の爪（1987年）
- 直木賞作家サスペンス / 隣家の寝室（1989年）
- 現代神秘サスペンス / 三階の魔女（1989年7月10日）
- 女ねずみ小僧 いけないことだぞ、大江戸マラソン博奕地獄（1990年9月26日） - 大黒屋
- 天国から北へ3キロ（1991年）
- 世にも奇妙な物語
  - 「冗費節減」（1991年9月19日）
  - 「戦争はなかった」（1991年10月3日）
  - 「言葉の戦争」（1994年） - 片橋専務
- 逢いたい時にあなたはいない…（1991年） - 美千代の父
- わがままな女たち（1992年10月 - 12月） - 森本絋司
- 明るい家族計画（1996年） - 桜田元
- 踊る大捜査線シリーズ - 神田総一朗
  - 踊る大捜査線（1997年） - 神田総一朗署長
  - 踊る大捜査線 歳末特別警戒スペシャル  （1997年） - 神田総一朗署長
  - 湾岸署婦警物語 初夏の交通安全スペシャル（1998年） - 神田総一朗署長
  - 踊る大捜査線 秋の犯罪撲滅スペシャル   （1998年） - 神田総一朗署長
  - 踊る大捜査線 THE LAST TV サラリーマン刑事と最後の難事件（2012年） - 神田総一朗元署長→指導員
- ひとつ屋根の下（1997年） - 井上友史
- お仕事です!（1998年） - 太田通夫
- 救命病棟24時（1999年） - 河原医師
- 恋愛結婚の法則（1999年） - 浜崎実
- ビギナー（2003年） - 崎田和康
- LIAR GAME（2007年） - 藤沢和雄
- 千の風になって（2007年） - 酒井則夫
- 美味しんぼ（2009年） - 京極万太郎
- 任侠ヘルパー（2011年）
- 再会（2012年） - 小杉房則
- 男と女のミステリー→金曜エンタテイメント→金曜プレステージ
  - 黒の斜面（1989年12月29日）
  - おばさんデカ 桜乙女の事件帖4（1996年10月4日） - 三葉水玉
  - 坊ちゃん教授の事件簿1「四国道後殺人事件」（1997年4月18日） - 上野忠徳
  - スチュワーデス刑事シリーズ - 大沢部長
    - スチュワーデス刑事2（1998年1月9日）
    - スチュワーデス刑事3（1999年1月8日）
    - スチュワーデス刑事5（2001年1月5日）
    - スチュワーデス刑事6（2002年1月11日）
    - スチュワーデス刑事8（2004年1月16日）
    - スチュワーデス刑事9（2005年1月7日）
    - スチュワーデス刑事FINAL（2006年1月13日）

  - キャリア探偵日菜子の調査ファイル（2003年2月14日） - 服部久
  - 日向夢子調停委員事件簿シリーズ - 氷室敬吾
    - 日向夢子調停委員事件簿1（2003年8月1日）
    - 日向夢子調停委員事件簿2（2004年3月12日）
    - 日向夢子調停委員事件簿3（2005年1月21日）
    - 日向夢子調停委員事件簿4（2006年6月9日）
    - 日向夢子調停委員事件簿5（2008年8月22日）

  - 名司会者・寿鶴子 殺人スピーチシリーズ - 古河鼓太郎
    - 名司会者・寿鶴子 殺人スピーチ1（2005年6月17日）
    - 名司会者・寿鶴子 殺人スピーチ2（2006年4月7日）
    - 名司会者・寿鶴子 殺人スピーチ3（2007年4月13日）
    - 名司会者・寿鶴子 殺人スピーチ4（2008年7月25日）

  - 妻たちからの三行半〜夫たちの(秘)離婚回避マニュアル〜（2008年2月1日） - 作田茂樹
  - 人情の女刑事・徳大寺操の浅草事件簿（2010年12月24日） - 徳大寺吾助
  - 医療捜査官 財前一二三シリーズ - 瀬戸四朗
    - 医療捜査官 財前一二三1（2011年5月13日）
    - 医療捜査官 財前一二三2（2011年12月16日）
    - 医療捜査官 財前一二三3（2012年8月3日）
    - 医療捜査官 財前一二三4（2013年11月8日）
    - 医療捜査官 財前一二三5（2014年6月6日）

  - 回廊亭殺人事件（2011年6月24日） - 一ヶ原高顕

#### 関西テレビ
- 騎馬奉行 第19話「破れ同心と女郎花」（1980年）
- 旅がらす事件帖 第11話「真っ赤な花咲く運命峠」（1980年） - 片倉主馬
- リラックス〜松原克己の日常生活（1982年11月13日、関西テレビ） - 三宅
- 流れ星佐吉 第11話「首すっ飛んで大悲鳴!」（1984年）
- 暴れ九庵 第24話「汚れはしたものの」（1985年） - 伊藤
- 影の軍団 幕末編 第35話「殺しの鈴は闇に鳴る」（1985年） - 羅門和上
- 松本清張サスペンス 隠花の飾り / 百円硬貨（1986年）
- GTOドラマスペシャル（1999年） - 冬月謙造
- 火消し屋小町（2000年）
- 花村大介（2000年） - 高岡専務
- 37歳で医者になった僕〜研修医純情物語〜（2012年） - 多田守

#### テレビ朝日
- ながい坂（1968年） - 平侍・今原修平
- 特別機動捜査隊
  - 第546話「四匹の牝猫」（1972年） - 結城
  - 第727話「自由への暴走」（1975年） - 高尾
- さすらいの狼 第12話「竜を愛した炎の女」（1972年）
- 破れ傘刀舟悪人狩り
  - 第82話「黄金地獄」（1976年） - 丹波屋宗之助
  - 第127話「復讐の赤い矢」（1977年） - 加七
- 鉄道公安官
  - 第17話「東京-隠岐・犯罪特急」（1979年） - 岡田
  - 第42話「青春特急・いのちよ走れ!」（1980年） - 脳外科医
- 土曜ワイド劇場
  - 戦後最大の誘拐 吉展ちゃん事件（1979年6月30日）
  - 松本清張の断線（1983年）
  - 牟田刑事官事件ファイル
    - 牟田刑事官事件ファイル2（1985年5月11日） - 小早川隆
    - 牟田刑事官事件ファイル4（1985年12月14日） - 結城雅彦
    - 牟田刑事官事件ファイル6（1987年1月17日） - 宮崎弘
    - 牟田刑事官事件ファイル17（1992年10月10日） - 矢沢健作

  - 西村京太郎トラベルミステリー
    - 西村京太郎トラベルミステリー11「阿蘇殺人ルート」（1987年7月4日） - 八木副社長
    - 西村京太郎トラベルミステリー31「特急「白山」6時間06分」（1997年8月2日） - 田辺警部

  - 能登半島婚約旅行殺人事件（1988年3月26日） - 森下医師
  - 美人秘書殺し（1990年3月31日） - 関根大造
  - 越後親不知 死を招くファインダー（1991年2月9日） - 永井刑事
  - 函館のおんな殺人行（1991年11月2日） - 高森静男
  - ふたつの町のひとりの女（1993年10月30日） - 宮坂刑事
  - 事件5（1997年5月24日） - 平山幸治
  - おばはん刑事!流石姫子シリーズ（1998年 - 2007年） - 堤啓吾
  - ママさん記者明衣子の事件（1999年4月24日） - 板倉警部補
  - 松本清張没後10年記念・黒の奔流（2002年） - 楠田幸司
  - 検事・朝日奈耀子シリーズ（2003年 - ） - 倉持哲也
  - 東京駅お忘れ物預り所シリーズ（2007年 - ） - 嶋田福男
  - 家政婦は見た!26（2008年） - 宮木浩文
- 特捜最前線
  - 第178話「男たちのセプテンバーソング!」（1980年） - 井本一男
  - 第231話「十字路・ビラを配る女!」（1981年）
  - 第359話「哀・弾丸・愛 7人の刑事たち」、第360話「哀・弾丸・愛II 7人の刑事たち」（1984年）
  - 第459話「挑戦・この七人の中に犯人は居る!」、第460話「挑戦II・窓際警視に捧げる挽歌!」（1986年） - 伊庭真司（東龍会四代目組長）
- 非情のライセンス 第3シリーズ 第6話「兇悪の潜伏・届けられた暗殺」（1980年） - 戸川克彦
- 長七郎天下ご免! 第70話「笛に情けの花が散る」（1981年） - 新吉
- 春の傑作推理劇場 「森村誠一のステレオ殺人事件」(1982年） - 片野幸一
- 西部警察シリーズ
  - 西部警察 PART-II 第1話「大門軍団・激闘再び」（1982年） - 警視庁・沖田の先輩刑事
  - 西部警察 PART-III
    - 第18話「パニック・博多どんたく -福岡篇-」（1983年） - 津川医師
    - 第49話「京都・幻の女殺人事件 -京都篇-」（1984年） - ワコール社・藤井
- 文吾捕物帳 第22話「皆殺しの赤い罠」（1982年） - 伊助
- 源九郎旅日記 葵の暴れん坊 第5話「誰がために鍔は鳴る」（1982年） - 猫目の千太
- 月曜ワイド劇場
  - 子供たちの復讐 開成高校生殺人事件（1983年）
  - 雲の階段 ニセ医師をめぐる女二人（1983年） - 山中太三郎
- 宇宙刑事シャイダー 第7話「見たかギャル変幻」（1984年） - 香取教授
- ニュードキュメンタリードラマ昭和 松本清張事件にせまる 第5話「帝銀事件と731部隊」（1984年）
- 暴れん坊将軍
  - 暴れん坊将軍II
    - 第101話「吉宗 越前 白洲の対決!」（1985年） - 紋左
    - 第139話「五郎左を寝盗るか、詐欺女!」（1986年） - 小笠原外記
    - 第175話「愛の証しの月夜唄!」（1986年） - 糸屋仁左衛門

  - 暴れん坊将軍III 第42話「お庭番を愛した女」（1988年） - 小野田陣佐衛門
- 大都会25時 第11話「火遊びのツケ!ラブホテルから消えた女」（1987年）
- ゴリラ・警視庁捜査第8班
  - 第12話「危険地帯」（1989年） - 細菌学者
  - 第36話「スイートメモリー」 - 第44話「出発（たびだち）」（1990年） - 土井医師
- さすらい刑事旅情編
  - さすらい刑事旅情編II 第21話「車窓から見た殺人風景・消えた死体」（1990年）
  - さすらい刑事旅情編IV 第9話「水郷の花嫁・過去を捨てた女」（1991年） - 橋本刑事
- はぐれ刑事純情派
  - 第1シリーズ 第23話「ニセ詩人の罪と罰」（1988年） - 高井裕三
  - 第4シリーズ 第8話「痴漢に間違えられた安浦刑事」（1991年） - 菅井多吉
  - 第5シリーズ 第2話「殺人を占った女ハイヒールの犯罪!?」（1992年） - 松永重三
  - 第7シリーズ 第1話「安浦刑事の挑戦！黒い疑惑… それはお立ち台ギャルの謎の死から始まった」（1994年） - 笠井喜一
  - 第8シリーズ 第22話「消えたスーツケース・女装の男」（1995年）
- 七人の女弁護士 第1シリーズ 第7話「疑惑のトリカブト殺人! 密会写真トリックの罠」（1991年） - 沼田正憲
- 愛しの刑事 第20話「失語症の少年! 栄転へのラスト捜査!!」（1993年） - 医師
- 味いちもんめシリーズ - 伊橋栄蔵
  - 味いちもんめ（1995年）
  - 味いちもんめII 京都編（1996年）
  - 味いちもんめスペシャル（2013年）
- 家政婦は見た! 第10話「秋子 江戸前寿司屋の後妻に…」（1997年） - 沢木文三
- はみだし刑事情熱系 PART2 最終話「東京〜那覇〜渡嘉敷島 愛と死の復讐殺人！」（1998年） - 沢田社長
- 心室細動（1998年） - 大江啓吾
- ここではない何処か（1998年、北海道テレビ制作）
- 京都迷宮案内シリーズ（1999年 - 現在） - 大洞浩次郎 /大洞善一朗
- プリズンホテル（1999年） - 花沢一馬
- つぐみへ…〜小さな命を忘れない〜（2000年） - 倉沢幹雄
- サトラレ（2002年） - 山岡豊
- 流転の王妃・最後の皇弟（2003年） - 嵯峨実勝
- 霊感バスガイド事件簿（2004年4月 - 6月） - 筒見哲弥
- 南くんの恋人（2004年7月 - 9月） - 堀切千次 役
- 下北サンデーズ（2006年） - 里中富美男
- 警視庁捜査一課9係 season11 最終話「殺人メッセージ」（2016年6月15日） - 沢木泰久

#### 朝日放送
- 必殺シリーズ
  - 助け人走る 第2話「仇討大殺陣」（1973年） - 三宅備後守忠康
  - 必殺仕事人 第49話「偽技 浮かれ囃子攻め」（1980年） - 俎鯉之助
- ニュードキュメンタリードラマ昭和 松本清張事件にせまる 第5回（1984年）
- 函館のおんな（1990年1月9日） - 加藤
- 湯けむり女子大生騒動（1994年） - 羽柴征二

#### テレビ東京
- プレイガール
  - 第102話「父は過去に何をしていた」（1971年）
  - 第173話「浴室に銃を向けろ」（1972年） - 佐々山
- 大江戸捜査網
  - 第160話「反逆の女猫」（1974年） - 勘吉
  - 第176話「腰抜け武士道」（1975年） - 川部新之助
  - 第390話「腰抜け侍怒りの封印刀」（1979年） - 原田伊織[注釈 2]
- 純愛山河 愛と誠（1974年 - 1975年） - ナレーション
- 斬り捨て御免!（1980年） - 永田兵馬
- 竜馬がゆく（1982年） - 大久保利通
- お助け同心が行く!（1993年） - 北町奉行
- 田舎で暮らそうよ（1999年） - 川口誠治
- 孤独のグルメ Season5 特別編（2017年1月2日） - 杉原社長
- 女と愛とミステリー
  - 高木検事室の事件簿「紫陽花は死の香り」（2001年） - 倉本伸也
  - 刑法第三十九条 フラッシュ・バック（2001年2月） - 藤代耕介
  - 嘱託刑事・小山田昭平「旅路の果て」（2001年10月3日） - 瀬尾和夫
  - 犯罪交渉人ゆり子3（2004年） - 中村辰信
- 水曜ミステリー9
  - 落としの鬼 刑事 澤千夏シリーズ - 澤義三
    - 落としの鬼 刑事 澤千夏1「半落ちの女」（2012年2月1日）
    - 落としの鬼 刑事 澤千夏2「黄金レシピの女」（2013年12月11日）

  - 女三代 如月法律事務所2「もう一つの真実」（2013年2月6日） - 里田宗一

#### WOWOW
- プラチナタウン（2012年） - 山崎孝夫
- 沈黙法廷（2017年） - 馬場幸太郎

### 映画
- 東京湾炎上（1975年、東宝） - 江原一等航海士[12]
- アフリカの鳥（1975年、日活） - 山田先生
- 鉄騎兵、跳んだ（1980年、日活） - 佐野
- 逃がれの街（1983年、東宝） - 人事課長
- スタア（1986年、ヘラルド・エース）
- 郷愁（1988年、ATG） - 駄馬
- メロドラマ（1988年、日活） - 弁護士
- 遺産相続（1990年、東映） - 高橋重役
- ご挨拶（1991年、東映アストロフィルム） - 宴会係
- エバラ家の人々（1991年、ニュー・センチュリー・プロデューサーズ）
- 超能力者 未知への旅人（1994年、東映） - 石田
- 集団左遷（1994年、東映） - 若松一博
- 踊る大捜査線シリーズ（東宝） - 神田総一朗
  - 踊る大捜査線 THE MOVIE（1998年） - 神田総一朗署長
  - 踊る大捜査線 THE MOVIE 2 レインボーブリッジを封鎖せよ!（2003年） - 神田総一朗署長
  - 容疑者 室井慎次（2005年） - 神田総一朗署長
  - 踊る大捜査線 THE MOVIE3 ヤツらを解放せよ!（2010年） - 神田総一朗署長
  - 踊る大捜査線 THE FINAL 新たなる希望（2012年） - 神田総一朗指導員
- ピンチランナー（2000年、東映） - 校長
- いぬのえいが（2004年、ザナドゥー） - 山村
- 釣りバカ日誌19 ようこそ!鈴木建設御一行様（2008年、松竹） - 高田靖彦
- 20世紀少年 最終章 ぼくらの旗（2009年、東宝） - 敷島鉄雄博士
- キラー・ヴァージンロード（2009年、東宝） - 沼尻源一郎
- アウトレイジ（2010年、ワーナー・ブラザース / オフィス北野） - 関内会長

### Vシネマ
- 狙撃3 THE SHOOTIST（1991年）
- 修羅の血涙（2007年、企画・脚本：的場浩司）※友情出演

### 舞台
- 榎本武揚（1967年、劇団雲） - 箱館士官1
- ワーニャ伯父さん
- どん底
- 明暗
- 解ってたまるか!
- 三月ウサギ
- 黒革の手帖（2006年） - 楢林謙治

### テレビアニメ
- まんが日本絵巻（1977年 - 1978年、TBS） - 阿倍仲麻呂、ケハヤ、斎藤時頼、楠木正成、土方歳三、平将門、織田信長、百合若大臣 他

### 劇場アニメ
- ブレイブ ストーリー（2006年、松竹） - ブブホ団長

### 吹き替え

#### 映画
- イージー・ライダー（ジョージ・ハンセン〈ジャック・ニコルソン〉）※テレビ朝日版（BD収録）
- ウィークエンド（ハリー〈チャック・シャマタ〉）※日本テレビ版（DVD収録）
- 海底20000マイル（ネモ艦長〈ジェームズ・メイソン〉）※バンダイ版
- 三匹荒野を行く（ジョン・ロングリッジ〈エミール・ジェネス〉）※ソフト版
- 華麗なるギャツビー（ジェイ・ギャツビー〈ロバート・レッドフォード〉）※日本テレビ版
- 恐怖の復讐鬼（ラス・エメリー〈ライアン・オニール〉）
- シャム猫FBI/ニャンタッチャブル（ジーク・ケルソー〈ディーン・ジョーンズ〉）※バンダイ版
- ネバー・クライ・ウルフ（タイラー〈チャールズ・マーティン・スミス〉）※バンダイ版
- ひきしお（ジョルジオ〈マルチェロ・マストロヤンニ〉）※テレビ版（BD収録）
- ペイトンプレイス物語（マイケル・ロッシ医師〈エド・ネルスン〉）
- M★A★S★H マッシュ（フランク・バーンズ少佐〈ロバート・デュヴァル〉）※フジテレビ版（DVD収録）
- 魔法のアニメ王国 ディズニー・スタジオ 〜フル・アニメのできるまで〜（ロバート・ベンチリー）※バンダイ版
- ミレニアム/1000年紀（ビル・スミス〈クリス・クリストファーソン〉）※ビデオ版

#### ドラマ
- 地上最強の美女バイオニック・ジェミー

### ラジオドラマ
- 鳥籠になった男（1965年、中部日本放送） - 探偵7

### バラエティ
- ダウンタウンDX
- 森田一義アワー 笑っていいとも!（1999年 - 2000年）※火曜日担当
- おうちの神様（NTV）
- コレってアリですか?（NTV）

### CM
- スリーアミーゴス関連
  - 東芝
  - スズキ自動車
  - 日産自動車 - リーフ
  - Aflac（2010年）
- エースコック
- コアズ
- 松下電工 - 「わが家、見なおし隊」※国分太一・松岡昌宏・小池栄子と共演。
- 東京新聞（2007年）
- せんねん灸
- 三洋物産 - 「CR大海物語スペシャル」
- 四国労働金庫
- 金鳥 - 「コバエがポットン」・「コバエコナーズ」
- 三菱UFJ信託銀行（2016年）※柳沢慎吾と共演。
- セレマ（2019年）

## 主な作品

### 舞台
- 劇団昴公演
  - page2企画公演『ふくろう』（2017年） - 演出・上演台本[13]